# ノクサビー郡 (ミシシッピ州)
ノクサビー郡（英: Noxubee County）は、アメリカ合衆国ミシシッピ州の東部に位置する郡である。2010年国勢調査での人口は11,545人であり、2000年の12,548人から8.0%減少した。郡庁所在地はメイコン市（人口2,768人）であり、同郡で人口最大の都市でもある。「ノクサビー」はチョクトー族インディアンの言葉で nakshobi から採られており、「悪臭を放つ」ことを意味している。

## 地理
アメリカ合衆国国勢調査局に拠れば、郡域全面積は700.05平方マイル (1,813.1 km2)であり、このうち陸地694.79平方マイル (1,799.5 km2)、水域は5.26平方マイル (13.6 km2)で水域率は0.75%である。

### 主要高規格道路
- アメリカ国道45号線
- ミシシッピ州道14号線
- ミシシッピ州道21号線
- ミシシッピ州道39号線

### 隣接する郡
- ラウンズ郡 - 北
- ピケンズ郡 (アラバマ州) - 東
- サムター郡 (アラバマ州) - 南東
- ケンパー郡 - 南
- ウィンストン郡 - 西
- オクティベハ郡 - 北西

### 国立保護地域
- ノクサビー国立野生生物保護区（部分）

## 人口動態
以下は2000年の国勢調査による人口統計データである。
| 基礎データ - 人口: 12,548人 - 世帯数: 4,470 世帯 - 家族数: 3,222 家族 - 人口密度: 7人/km2（18人/mi2） - 住居数: 5,228軒 - 住居密度: 3軒/km2（8軒/mi2） 人種別人口構成 - 白人: 29.49% - アフリカン・アメリカン: 69.30% - ネイティブ・アメリカン: 0.15% - アジア人: 0.11% - その他の人種: 0.37% - 混血: 0.58% - ヒスパニック・ラテン系: 1.12% | 年齢別人口構成 - 18歳未満: 30.7% - 18-24歳: 10.3% - 25-44歳: 26.7% - 45-64歳: 19.5% - 65歳以上: 12.8% - 年齢の中央値: 32歳 - 性比（女性100人あたり男性の人口） - 総人口: 90.5 - 18歳以上: 84.6 世帯と家族（対世帯数） - 18歳未満の子供がいる: 35.8% - 結婚・同居している夫婦: 43.0% - 未婚・離婚・死別女性が世帯主: 24.7% - 非家族世帯: 27.9% - 単身世帯: 25.9% - 65歳以上の老人1人暮らし: 11.5% - 平均構成人数 - 世帯: 2.77人 - 家族: 3.36人 | 収入と家計 - 収入の中央値 - 世帯: 22,330米ドル - 家族: 27,312米ドル - 性別 - 男性: 25,008米ドル - 女性: 17,636米ドル - 人口1人あたり収入: 12,018米ドル - 貧困線以下 - 対人口: 32.8% - 対家族数: 29.2% - 18歳未満: 43.6% - 65歳以上: 25.3% |

## 人種差別
2006年、アメリカ合衆国司法省が、地元民主党議長のアイク・ブラウンは白人有権者に対して「容赦ない人種差別」を扇動する謀議を行ったとして、選挙権法に基づく訴訟を行った。2007年8月27日、連邦裁判所はこの「アメリカ合衆国対ブラウン事件」に是正命令を出した。同年6月29日、裁判所はアメリカ合衆国に有利な判断を下していた。裁判所の104ページに及ぶ意見書は、選挙権法が人種的偏見のないものであり、有権者の人種に拘わらず有権者全てを人種差別から守るものであるとしていた。
裁判所は、被告が白人有権者に対して差別する違法な意図を持っていたと判断した。アメリカ合衆国司法省はその訴状で、地元選挙の慣習と党の役人が白人を差別したことは選挙権法第2条に違背しているとしていた。アメリカ合衆国は、ノクサビー郡の選挙監督官、不在者投票管理官、文書記録係、および郡政府との同意を引き出した。この同意判決は幅広い人種差別と違法な投票慣習を禁止し、それらが続いているという情報を得れば、これらの役人がその事実を届け出ることを求めていた。この同意判決は地区裁判所によって承認され、訴状と同時に記録された。

## 都市と町

### 都市
- メイコン - 郡庁所在地

### 町
- ブルックスビル
- シュカラク

### 未編入の町
- ビッグビーバレー
- ゴールソン
- マシュラビル
- ポーレット
- プレーリーポイント

## 教育
ノクサビー郡は東ミシシッピ・コミュニティカレッジ・システムの担当範囲に入っている。このシステムでは、メイコン市のノクサビー郡高校にあるメイコン外部教室で授業を行っている。